# Ernst Wilhelm Schultz
Ernst Wilhelm Schultz (* 22. August 1861 in Lörrach; † 13. August 1953 ebenda) ist ein Ehrenbürger Lörrachs. Er war Sammler von Kulturgut und Kunst aus dem Markgräflerland und der Dreiländer-Region sowie Gründer des Heimatmuseums in Lörrach, des heutigen Dreiländermuseums.

## Leben
Er war der Sohn einer wohlhabenden Lörracher Bürgerfamilie. Nach dem Besuch des Realgymnasiums in Lörrach war er ab 1878 am Polytechnicum in Zürich, wo er bereits erste Vorlesungen an der Universität besuchte. Von 1879 bis 1883 studierte er Naturwissenschaften, Geschichte und Kunstgeschichte an der Universität in Straßburg. Nach einer kaufmännischen Ausbildung im elterlichen Betrieb war er zwei Jahre in einem Lebensmittel-Großhandelsbetreb in Konstanz tätig, danach dreizehn Jahre als Gutsverwalter des Weinguts Bürklin-Wolf in Wachenheim an der Weinstraße. Ab 1901 war er Direktor der Pfälzischen Landwirtschaftlichen Genossenschaften. 1903 kam er nach Lörrach zurück, wo er die Städtische Sparkasse verwaltete, zu deren Direktor er später wurde. 1927 trat er in den Ruhestand und vermachte seine Sammlung dem von ihm gegründeten Museum in Lörrach. Schultz blieb zeitlebens Junggeselle.
Insbesondere in seiner Zeit bei der städtischen Sparkasse Lörrach hat Schultz eine große Sammlung kulturgeschichtlicher Objekte aus dem Markgräfler Land und der Dreiländerregion zusammengetragen, die im Wesentlichen den Grundstock des von ihm begründeten und lange als Kurator betreuten Lörracher Heimatmuseums bilden. Gemeinsam mit Julius Wilhelm gründete er 1928 den Lörracher Museumsverein. Zu den wertvollsten Beständen der Museumsbibliothek zählen etwa 2500 Bücher, die Schultz dem Museum 1936 übereignete.
Die Ernst-Schultz-Straße in Lörrach wurde noch zu seinen Lebzeiten nach ihm benannt.

## Weblink
- Schultz, Ernst Wilhelm – Biografische Kurzinformation. In: LEO-BW, Landesarchiv Baden-Württemberg.